# Многоцелевой исследовательский реактор Карлсруэ
Многоцелевой исследовательский реактор Карлсруэ (нем. Mehrzweckforschungsreaktor Karlsruhe, MZFR) располагался на территории Исследовательского центра Карлсруэ (сейчас Университет Карлсруэ). Реактор был построен с 1961 по 1965 год. Электростанция выдавала брутто-мощность в 57 МВт и достигла критичности 29 сентября 1965 г. До остановки реактора 3 мая 1984 она произвела приблизительно 5 миллиардов кВт-ч электроэнергии для электросети. Реактор служил, кроме того, в качестве тестовой установки для испытания будущей технологии тяжеловодных реакторов. В настоящий момент идут демонтажные работы для сноса до состояния обеззараженной территории. После первоначальных планов полностью снести реактор до конца 2006 года, этот срок был оттянут к концу 2014 года.

## Данные энергоблока
АЭС имеет один энергоблок:
| Энергоблок | Тип реактора | Нетто- мощность | Брутто- мощность | Начало строительства | Синхронизация с электросетью | Коммерческая эксплуатация | Закрытие   |
| ---------- | ------------ | --------------- | ---------------- | -------------------- | ---------------------------- | ------------------------- | ---------- |
| MZFR       | PHWR         | 52 MВт          | 57 MВт           | 01.12.1961           | 09.03.1966                   | 19.12.1966                | 03.05.1984 |